# Tapeigaster nigricornis
Tapeigaster nigricornis är en tvåvingeart som först beskrevs av Macquart 1851.  Tapeigaster nigricornis ingår i släktet Tapeigaster och familjen myllflugor. Inga underarter finns listade i Catalogue of Life.